# Коломбета Пјане (Павија)
Коломбета Пјане је насеље у Италији у округу Павија, региону Ломбардија.
Према процени из 2011. у насељу је живело 90 становника. Насеље се налази на надморској висини од 96 м.